# Skate America
Skate America (англ. ISU Grand Prix of Figure Skating Skate America) — международный турнир по фигурному катанию, организуемый Федерацией фигурного катания США (USFSA) с 1979 года. С 1995 года входит в серию Гран-при по фигурному катанию.
Соревнования проходят в следующих категориях: мужское и женское одиночное катание, парное фигурное катание и танцы на льду.
В 2001 году компания «H.J. Heinz», ставшая официальным спонсором USFSA, переименовала турнир в Smart Ones Skate America и использует этот бренд в рекламе производимых ей продуктов питания.

## Медалисты

### Мужчины
| Медалисты в мужском одиночном фигурном катании | Медалисты в мужском одиночном фигурном катании | Медалисты в мужском одиночном фигурном катании | Медалисты в мужском одиночном фигурном катании | Медалисты в мужском одиночном фигурном катании |
| ---------------------------------------------- | ---------------------------------------------- | ---------------------------------------------- | ---------------------------------------------- | ---------------------------------------------- |
| Год                                            | Место проведения                               | Золото                                         | Серебро                                        | Бронза                                         |
| 1979                                           | Лейк-Плэсид                                    | Скотт Хамильтон                                | Скотт Крамер                                   | Ян Хоффман                                     |
| 1980                                           | Турнир не проводился                           | Турнир не проводился                           | Турнир не проводился                           | Турнир не проводился                           |
| 1981                                           | Лейк-Плэсид                                    | Скотт Хамильтон                                | Роберт Вагенхоффер                             | Брайан Бойтано                                 |
| 1982                                           | Лейк-Плэсид                                    | Скотт Хамильтон                                | Хайко Фишер                                    | Йозеф Сабовчик                                 |
| 1983                                           | Рочестер                                       | Брайан Бойтано                                 | Руди Церне                                     | Бобби Бьючемр                                  |
| 1984                                           | Турнир не проводился                           | Турнир не проводился                           | Турнир не проводился                           | Турнир не проводился                           |
| 1985                                           | Сент-Пол                                       | Йозеф Сабовчик                                 | Брайан Бойтано                                 | Виктор Петренко                                |
| 1986                                           | Портленд                                       | Брайан Бойтано                                 | Виктор Петренко                                | Даниэль Доран                                  |
| 1987                                           | Турнир не проводился                           | Турнир не проводился                           | Турнир не проводился                           | Турнир не проводился                           |
| 1988                                           | Портленд                                       | Кристофер Боумэн                               | Даниэль Доран                                  | Тодд Элдридж                                   |
| 1989                                           | Индианаполис                                   | Кристофер Боумэн                               | Виктор Петренко                                | Курт Браунинг                                  |
| 1990                                           | Буффало                                        | Виктор Петренко                                | Кристофер Боумэн                               | Тодд Элдридж                                   |
| 1991                                           | Окленд                                         | Кристофер Боумэн                               | Пётр Барна                                     | Тодд Элдридж                                   |
| 1992                                           | Атланта                                        | Тодд Элдридж                                   | Скотт Дэвис                                    | Марк Мичелл                                    |
| 1993                                           | Даллас                                         | Виктор Петренко                                | Брайан Бойтано                                 | Алексей Урманов                                |
| 1994                                           | Питтсбург                                      | Тодд Элдридж                                   | Филипп Канделоро                               | Эрик Мийо                                      |
| 1995                                           | Детройт                                        | Тодд Элдридж                                   | Майкл Вайс                                     | Александр Абт                                  |
| 1996                                           | Спрингфилд                                     | Тодд Элдридж                                   | Алексей Урманов                                | Алексей Ягудин                                 |
| 1997                                           | Детройт                                        | Тодд Элдридж                                   | Евгений Плющенко                               | Александр Абт                                  |
| 1998                                           | Детройт                                        | Алексей Ягудин                                 | Майкл Вайс                                     | Алексей Урманов                                |
| 1999                                           | Колорадо-Спрингс                               | Алексей Ягудин                                 | Тимоти Гейбл                                   | Элвис Стойко                                   |
| 2000                                           | Колорадо-Спрингс                               | Тимоти Гейбл                                   | Алексей Ягудин                                 | Тодд Элдридж                                   |
| 2001                                           | Колорадо-Спрингс                               | Тимоти Гейбл                                   | Такэси Хонда                                   | Александр Абт                                  |
| 2002                                           | Спокан                                         | Бриан Жубер                                    | Александр Абт                                  | Мэтью Савой                                    |
| 2003                                           | Рединг                                         | Майкл Вайс                                     | Такэси Хонда                                   | Чжан Минь                                      |
| 2004                                           | Питтсбург                                      | Бриан Жубер                                    | Райан Дженк                                    | Майкл Вайс                                     |
| 2005                                           | Атлантик-Сити                                  | Дайсукэ Такахаси                               | Эван Лайсачек                                  | Бриан Жубер                                    |
| 2006                                           | Хартфорд                                       | Нобунари Ода                                   | Эван Лайсачек                                  | Албан Пробер                                   |
| 2007                                           | Рединг                                         | Дайсукэ Такахаси                               | Эван Лайсачек                                  | Патрик Чан                                     |
| 2008                                           | Эверетт                                        | Такахико Кодзука                               | Джонни Вейр                                    | Эван Лайсачек                                  |
| 2009                                           | Лейк-Плэсид                                    | Эван Лайсачек                                  | Шон Сойер                                      | Райан Брэдли                                   |
| 2010                                           | Портленд                                       | Дайсукэ Такахаси                               | Нобунари Ода                                   | Армин Махбанузаде                              |
| 2011                                           | Онтарио                                        | Михал Бржезина                                 | Кевин ван дер Перрен                           | Такахико Кодзука                               |
| 2012                                           | Кент                                           | Такахико Кодзука                               | Юдзуру Ханю                                    | Тацуки Матида                                  |
| 2013                                           | Детройт                                        | Тацуки Матида                                  | Адам Риппон                                    | Макс Аарон                                     |
| 2014                                           | Чикаго                                         | Тацуки Матида                                  | Джейсон Браун                                  | Нам Нгуен                                      |
| 2015                                           | Милуоки                                        | Макс Аарон                                     | Сёма Уно                                       | Джейсон Браун                                  |
| 2016                                           | Чикаго                                         | Сёма Уно                                       | Джейсон Браун                                  | Адам Риппон                                    |
| 2017                                           | Лейк-Плэсид                                    | Нейтан Чен                                     | Адам Риппон                                    | Сергей Воронов                                 |
| 2018                                           | Эверетт                                        | Нейтан Чен                                     | Михал Бржезина                                 | Сергей Воронов                                 |
| 2019                                           | Лас-Вегас                                      | Нейтан Чен                                     | Джейсон Браун                                  | Дмитрий Алиев                                  |
| 2020                                           | Лас-Вегас                                      | Нейтан Чен                                     | Винсент Чжоу                                   | Киган Мессинг                                  |
| 2021                                           | Лас-Вегас                                      | Винсент Чжоу                                   | Сёма Уно                                       | Нейтан Чен                                     |
| 2022                                           | Норвуд                                         | Илья Малинин                                   | Као Миура                                      | Чха Джунхван                                   |
| 2023                                           | Аллен                                          | Илья Малинин                                   | Кевин Эймоз                                    | Сюн Сато                                       |
| 2024                                           | Аллен                                          | Илья Малинин                                   | Кевин Эймоз                                    | Као Миура                                      |

### Женщины
| Медалисты в женском одиночном фигурном катании | Медалисты в женском одиночном фигурном катании | Медалисты в женском одиночном фигурном катании | Медалисты в женском одиночном фигурном катании | Медалисты в женском одиночном фигурном катании |
| ---------------------------------------------- | ---------------------------------------------- | ---------------------------------------------- | ---------------------------------------------- | ---------------------------------------------- |
| Год                                            | Место проведения                               | Золото                                         | Серебро                                        | Бронза                                         |
| 1979                                           | Лейк-Плэсид                                    | Лиза Мари Аллен                                | Сюзанна Дриано                                 | Сэнди Ленц                                     |
| 1980                                           | Турнир не проводился                           | Турнир не проводился                           | Турнир не проводился                           | Турнир не проводился                           |
| 1981                                           | Лейк-Плэсид                                    | Vikki de Vries                                 | Элайн Зайяк                                    | Клаудия Кристофич-Биндер                       |
| 1982                                           | Лейк-Плэсид                                    | Розалин Самнерс                                | Клаудиа Лайстнер                               | Кристина Вегелиус                              |
| 1983                                           | Рочестер                                       | Тиффани Чин                                    | Джилл Фрост                                    | Келли Уэбстер                                  |
| 1984                                           | Турнир не проводился                           | Турнир не проводился                           | Турнир не проводился                           | Турнир не проводился                           |
| 1985                                           | Сент-Пол                                       | Дэби Томас                                     | Трейси Уэйнман                                 | Katrien Pauwels                                |
| 1986                                           | Портленд                                       | Тиффани Чин                                    | Тоня Хардинг                                   | Agnès Gosselin                                 |
| 1987                                           | Турнир не проводился                           | Турнир не проводился                           | Турнир не проводился                           | Турнир не проводился                           |
| 1988                                           | Портленд                                       | Клаудиа Лайстнер                               | Мидори Ито                                     | Кристи Ямагучи                                 |
| 1989                                           | Индианаполис                                   | Тоня Хардинг                                   | Джил Тренери                                   | Симона Ланг                                    |
| 1990                                           | Буффало                                        | Кристи Ямагучи                                 | Мидори Ито                                     | Тоня Квятковски                                |
| 1991                                           | Окленд                                         | Тоня Хардинг                                   | Кристи Ямагучи                                 | Сурия Бонали                                   |
| 1992                                           | Атланта                                        | Юка Сато                                       | Нэнси Керриган                                 | Чэнь Лу                                        |
| 1993                                           | Даллас                                         | Оксана Баюл                                    | Сурия Бонали                                   | Тоня Хардинг                                   |
| 1994                                           | Питтсбург                                      | Сурия Бонали                                   | Мишель Кван                                    | Ирина Слуцкая                                  |
| 1995                                           | Детройт                                        | Мишель Кван                                    | Чэнь Лу                                        | Ирина Слуцкая                                  |
| 1996                                           | Спрингфилд                                     | Мишель Кван                                    | Тоня Квятковски                                | Сидни Вогель                                   |
| 1997                                           | Детройт                                        | Мишель Кван                                    | Тара Липински                                  | Елена Соколова                                 |
| 1998                                           | Детройт                                        | Мария Бутырская                                | Елена Соколова                                 | Анжела Никодинов                               |
| 1999                                           | Колорадо-Спрингс                               | Мишель Кван                                    | Юлия Солдатова                                 | Елена Соколова                                 |
| 2000                                           | Колорадо-Спрингс                               | Мишель Кван                                    | Сара Хьюз                                      | Елена Соколова                                 |
| 2001                                           | Колорадо-Спрингс                               | Мишель Кван                                    | Сара Хьюз                                      | Виктория Волчкова                              |
| 2002                                           | Спокан                                         | Мишель Кван                                    | Ann Patrice McDonough                          | Елена Ляшенко                                  |
| 2003                                           | Рединг                                         | Саша Коэн                                      | Дженнифер Кирк                                 | Сидзука Аракава                                |
| 2004                                           | Питтсбург                                      | Анжела Никодинов                               | Синтия Фануф                                   | Мики Андо                                      |
| 2005                                           | Атлантик-Сити                                  | Елена Соколова                                 | Алисса Чизни                                   | Ёсиэ Онда                                      |
| 2006                                           | Хартфорд                                       | Мики Андо                                      | Кимми Мейсснер                                 | Мао Асада                                      |
| 2007                                           | Рединг                                         | Кимми Мейсснер                                 | Мики Андо                                      | Кэролайн Чжан                                  |
| 2008                                           | Эверетт                                        | Ким Ён А                                       | Юкари Накано                                   | Мики Андо                                      |
| 2009                                           | Лейк-Плэсид                                    | Ким Ён А                                       | Рэйчел Флатт                                   | Юлия Шебештьен                                 |
| 2010                                           | Портленд                                       | Канако Мураками                                | Рэйчел Флатт                                   | Каролина Костнер                               |
| 2011                                           | Онтарио                                        | Алисса Чизни                                   | Каролина Костнер                               | Виктория Хельгессон                            |
| 2012                                           | Кент                                           | Эшли Вагнер                                    | Кристина Гао                                   | Аделина Сотникова                              |
| 2013                                           | Детройт                                        | Мао Асада                                      | Эшли Вагнер                                    | Елена Радионова                                |
| 2014                                           | Чикаго                                         | Елена Радионова                                | Елизавета Туктамышева                          | Грейси Голд                                    |
| 2015                                           | Милуоки                                        | Евгения Медведева                              | Грейси Голд                                    | Сатоко Мияхара                                 |
| 2016                                           | Чикаго                                         | Эшли Вагнер                                    | Мария Белл                                     | Маи Михара                                     |
| 2017                                           | Лейк-Плэсид                                    | Сатоко Мияхара                                 | Каори Сакамото                                 | Брэди Теннелл                                  |
| 2018                                           | Эверетт                                        | Сатоко Мияхара                                 | Каори Сакамото                                 | Софья Самодурова                               |
| 2019                                           | Лас-Вегас                                      | Анна Щербакова                                 | Брэди Теннелл                                  | Елизавета Туктамышева                          |
| 2020                                           | Лас-Вегас                                      | Мэрайя Белл                                    | Брэди Теннелл                                  | Одри Шин                                       |
| 2021                                           | Лас-Вегас                                      | Александра Трусова                             | Дарья Усачёва                                  | Ю Ён                                           |
| 2022                                           | Норвуд                                         | Каори Сакамото                                 | Изабо Левито                                   | Эмбер Гленн                                    |
| 2023                                           | Аллен                                          | Луна Хендрикс                                  | Изабо Левито                                   | Нина Петрыкина                                 |
| 2024                                           | Аллен                                          | Вакаба Хигути                                  | Ринка Ватанабэ                                 | Изабо Левито                                   |

### Парное катание
| Медалисты в парном фигурном катании | Медалисты в парном фигурном катании | Медалисты в парном фигурном катании | Медалисты в парном фигурном катании   | Медалисты в парном фигурном катании     |
| ----------------------------------- | ----------------------------------- | ----------------------------------- | ------------------------------------- | --------------------------------------- |
| Год                                 | Место проведения                    | Золото                              | Серебро                               | Бронза                                  |
| 1979                                | Лейк-Плэсид                         | Сабине Бэсс / Тассило Тирбах        | Кэйтлин Каррутерс / Питер Каррутерс   | Vickie Heasley / Robert Wagenhoffer     |
| 1980                                | Турнир не проводился                | Турнир не проводился                | Турнир не проводился                  | Турнир не проводился                    |
| 1981                                | Лейк-Плэсид                         | Барбара Андерхилл / Пол Мартини     | Кэйтлин Каррутерс / Питер Каррутерс   | Елена Валова / Олег Васильев            |
| 1982                                | Лейк-Плэсид                         | Елена Валова / Олег Васильев        | Lea Ann Miller / Bill Fauver          | Нелли Червоткина / Виктор Тесля         |
| 1983                                | Рочестер                            | Кэйтлин Каррутерс / Питер Каррутерс | Джилл Уотсон / Burt Lancon            | Melinda Kunhegyi / Линдон Джонстон      |
| 1984                                | Турнир не проводился                | Турнир не проводился                | Турнир не проводился                  | Турнир не проводился                    |
| 1985                                | Сент-Пол                            | Джилл Уотсон / Питер Оппегард       | Елена Бечке / Валерий Корниенко       | Джиллиан Вахсман / Тод Ваггонер         |
| 1986                                | Портленд                            | Кэти Кили / Джозеф Меро             | Дениз Беннинг / Линдон Джонстон       | Людмила Коблова / Андрей Калитин        |
| 1987                                | Турнир не проводился                | Турнир не проводился                | Турнир не проводился                  | Турнир не проводился                    |
| 1988                                | Портленд                            | Наталья Мишкутёнок / Артур Дмитриев | Марина Ельцова / Сергей Зайцев        | Натали Сиболд / Уэйн Сиболд             |
| 1989                                | Индианаполис                        | Наталья Мишкутёнок / Артур Дмитриев | Кристи Ямагучи / Руди Галиндо         | Пегги Шварц / Александер Кёниг          |
| 1990                                | Буффало                             | Марина Ельцова / Андрей Бушков      | Радка Коваржикова / Рене Новотны      | Манди Вётцель / Аксель Раушенбах        |
| 1991                                | Окленд                              | Calla Urbanski / Rocky Marval       | Елена Никанова / Николай Аптер        | Пегги Шварц / Александер Кёниг          |
| 1992                                | Атланта                             | Марина Ельцова / Андрей Бушков      | Радка Коваржикова / Рене Новотны      | Евгения Шишкова / Вадим Наумов          |
| 1993                                | Даллас                              | Евгения Шишкова / Вадим Наумов      | Кёко Ина / Джейсон Данджен            | Karen Courtland / Todd Reynolds         |
| 1994                                | Питтсбург                           | Марина Ельцова / Андрей Бушков      | Евгения Шишкова / Вадим Наумов        | Радка Коваржикова / Рене Новотны        |
| 1995                                | Детройт                             | Марина Ельцова / Андрей Бушков      | Дженни Мено / Тод Санд                | Елена Бережная / Олег Шляхов            |
| 1996                                | Спрингфилд                          | Оксана Казакова / Артур Дмитриев    | Shelby Lyons / Brian Wells            | Стефани Стиглер / Джон Циммерман        |
| 1997                                | Детройт                             | Марина Ельцова / Андрей Бушков      | Кёко Ина / Джейсон Данджен            | Евгения Шишкова / Вадим Наумов          |
| 1998                                | Детройт                             | Елена Бережная / Антон Сихарулидзе  | Кристи Вирц / Крис Вирц               | Виктория Максюта / Владислав Жовнирский |
| 1999                                | Колорадо-Спрингс                    | Жами Сале / Давид Пеллетье          | Сара Абитболь / Стефан Бернади        | Елена Бережная / Антон Сихарулидзе      |
| 2000                                | Колорадо-Спрингс                    | Жами Сале / Давид Пеллетье          | Шэнь Сюэ / Чжао Хунбо                 | Татьяна Тотьмянина / Максим Маринин     |
| 2001                                | Колорадо-Спрингс                    | Жами Сале / Давид Пеллетье          | Кёко Ина / Джон Циммерман             | Татьяна Тотьмянина / Максим Маринин     |
| 2002                                | Спокан                              | Татьяна Тотьмянина / Максим Маринин | Анабелль Ланглуа / Патрис Аршетто     | Пан Цин / Тун Цзянь                     |
| 2003                                | Рединг                              | Пан Цин / Тун Цзянь                 | Мария Петрова / Алексей Тихонов       | Чжан Дань / Чжан Хао                    |
| 2004                                | Питтсбург                           | Чжан Дань / Чжан Хао                | Юлия Обертас / Сергей Славнов         | Рэна Иноуэ / Джон Болдуин               |
| 2005                                | Атлантик-Сити                       | Чжан Дань / Чжан Хао                | Рэна Иноуэ / Джон Болдуин             | Юлия Обертас / Сергей Славнов           |
| 2006                                | Хартфорд                            | Рэна Иноуэ / Джон Болдуин           | Дорота Сюдек / Мариуш Сюдек           | Наоми Нари Нам / Фемистоклес Лефтерис   |
| 2007                                | Рединг                              | Джессика Дюбэ / Брайс Девисон       | Пан Цин / Тун Цзянь                   | Вера Базарова / Юрий Ларионов           |
| 2008                                | Эверетт                             | Алёна Савченко / Робин Шолковы      | Кеана Маклафлин / Рокни Брубейкер     | Мария Мухортова / Максим Траньков       |
| 2009                                | Лейк-Плэсид                         | Шэнь Сюэ / Чжао Хунбо               | Татьяна Волосожар / Станислав Морозов | Чжан Дань / Чжан Хао                    |
| 2010                                | Портленд                            | Алёна Савченко / Робин Шолковы      | Кирстен Мур-Тауэрс / Дилан Москович   | Суй Вэньцзин / Хань Цун                 |
| 2011                                | Онтарио                             | Алёна Савченко / Робин Шолковы      | Чжан Дань / Чжан Хао                  | Кирстен Мур-Тауэрс / Дилан Москович     |
| 2012                                | Кент                                | Татьяна Волосожар / Максим Траньков | Пан Цин / Тун Цзянь                   | Кейди Денни / Джон Кафлин               |
| 2013                                | Детройт                             | Татьяна Волосожар / Максим Траньков | Кирстен Мур-Тауэрс / Дилан Москович   | Ксения Столбова / Фёдор Климов          |
| 2014                                | Чикаго                              | Юко Кавагути / Александр Смирнов    | Хэвен Денни / Брэндон Фрейзер         | Пэн Чэн / Чжан Хао                      |
| 2015                                | Милуоки                             | Суй Вэньцзин / Хань Цун             | Алекса Шимека / Крис Книрим           | Джулианна Сеген / Чарли Билодо          |
| 2016                                | Чикаго                              | Джулианна Сеген / Чарли Билодо      | Хэвен Денни / Брэндон Фрейзер         | Евгения Тарасова / Владимир Морозов     |
| 2017                                | Лейк-Плэсид                         | Алёна Савченко / Бруно Массо        | Юй Сяоюй / Чжан Хао                   | Мэган Дюамель / Эрик Рэдфорд            |
| 2018                                | Эверетт                             | Евгения Тарасова / Владимир Морозов | Алиса Ефимова / Александр Коровин     | Эшли Кейн / Тимоти ЛеДук                |
| 2019                                | Лас-Вегас                           | Пэн Чэн / Цзинь Ян                  | Дарья Павлюченко / Денис Ходыкин      | Хэвен Денни / Брэндон Фрейзер           |
| 2020                                | Лас-Вегас                           | Алекса Книрим / Брэндон Фрейзер     | Джессика Калаланг / Брайан Джонсон    | Одри Лу / Миша Митрофанов               |
| 2021                                | Лас-Вегас                           | Евгения Тарасова / Владимир Морозов | Рику Миура / Рюити Кихара             | Александра Бойкова / Дмитрий Козловский |
| 2022                                | Норвуд                              | Алекса Книрим / Брэндон Фрейзер     | Дианна Стеллато-Дудек / Максим Дешам  | Келли Анн Лорен / Лука Этье             |
| 2023                                | Аллен                               | Анника Хокке / Роберт Кункель       | Лиа Перейра / Треннт Мишо             | Челси Лю / Балаж Надь                   |
| 2024                                | Аллен                               | Рику Миура / Рюити Кихара           | Элли Кам / Дэнни О’Ши                 | Алиса Ефимова / Миша Митрофанов         |

### Танцы на льду
| Медалисты в спортивных танцах на льду | Медалисты в спортивных танцах на льду | Медалисты в спортивных танцах на льду   | Медалисты в спортивных танцах на льду  | Медалисты в спортивных танцах на льду       |
| ------------------------------------- | ------------------------------------- | --------------------------------------- | -------------------------------------- | ------------------------------------------- |
| Год                                   | Место проведения                      | Золото                                  | Серебро                                | Бронза                                      |
| 1979                                  | Лейк-Плэсид                           | Кристина Регёци / Андраш Шаллаи         | Наталья Бестемьянова / Андрей Букин    | Lorna Wighton / John Dowding                |
| 1980                                  | Турнир не проводился                  | Турнир не проводился                    | Турнир не проводился                   | Турнир не проводился                        |
| 1981                                  | Лейк-Плэсид                           | Judy Blumberg / Michael Seibert         | Елена Гаранина / Игорь Завозин         | Карен Бербер / Ники Слейтер                 |
| 1982                                  | Лейк-Плэсид                           | Elisa Spitz / Scott Gregory             | Елена Гаранина / Игорь Завозин         | Karyn Garossino / Rod Garossino             |
| 1983                                  | Рочестер                              | Elisa Spitz / Scott Gregory             | Kelly Johnson / John Thomas            | Уэнди Сессионс / Стивен Уильямс             |
| 1984                                  | Турнир не проводился                  | Турнир не проводился                    | Турнир не проводился                   | Турнир не проводился                        |
| 1985                                  | Сент-Пол                              | Renee Roca / Donald Adair               | Ирина Жук / Олег Петров                | Антония Бехерер / Фердинанд Бехерер         |
| 1986                                  | Портленд                              | Изабель Дюшене / Поль Дюшене            | Suzanne Semanick / Scott Gregory       | Jo-Anne Borlase / Scott Chalmers            |
| 1987                                  | Турнир не проводился                  | Турнир не проводился                    | Турнир не проводился                   | Турнир не проводился                        |
| 1988                                  | Портленд                              | Susan Wynne / Joseph Druar              | Светлана Ляпина / Георгий Сур          | Renee Roca / James Yorke                    |
| 1989                                  | Индианаполис                          | Майя Усова / Александр Жулин            | April Sargent / Russ Witherby          | Jo-Anne Borlase / Scott Chalmers            |
| 1990                                  | Буффало                               | Стефания Калегари / Паскуале Камерленго | Isabelle Sarech / Xavier Debernis      | Илона Мельниченко / Геннадий Каськов        |
| 1991                                  | Окленд                                | Татьяна Навка / Самвел Гезалян          | Сюзанна Рахкамо / Петри Кокко          | Dominique Yvon / Frederic Palluel           |
| 1992                                  | Атланта                               | Майя Усова / Александр Жулин            | Софи Моньотт / Паскаль Лаванши         | Elizabeth Punsalan / Jerod Swallow          |
| 1993                                  | Даллас                                | Софи Моньотт / Паскаль Лаванши          | Катержина Мразова / Мартин Шимечек     | Renée Roca / Гоша Сур                       |
| 1994                                  | Питтсбург                             | Elizabeth Punsalan / Jerod Swallow      | Марина Анисина / Гвендаль Пейзера      | Елизавета Стекольникова / Дмитрий Казарлыга |
| 1995                                  | Детройт                               | Оксана Грищук / Евгений Платов          | Анжелика Крылова / Олег Овсянников     | Renée Roca / Гоша Сур                       |
| 1996                                  | Спрингфилд                            | Анжелика Крылова / Олег Овсянников      | Ирина Лобачёва / Илья Авербух          | Софи Моньотт / Паскаль Лаванши              |
| 1997                                  | Детройт                               | Elizabeth Punsalan / Jerod Swallow      | Барбара Фузар-Поли / Маурицио Маргальо | Анна Семенович / Владимир Фёдоров           |
| 1998                                  | Детройт                               | Марина Анисина / Гвендаль Пейзера       | Ирина Лобачёва / Илья Авербух          | Барбара Фузар-Поли / Маурицио Маргальо      |
| 1999                                  | Колорадо-Спрингс                      | Барбара Фузар-Поли / Маурицио Маргальо  | Ирина Лобачёва / Илья Авербух          | Наоми Ланг / Пётр Чернышёв                  |
| 2000                                  | Колорадо-Спрингс                      | Барбара Фузар-Поли / Маурицио Маргальо  | Маргарита Дробязко / Повилас Ванагас   | Ше-Линн Бурн / Виктор Краатц                |
| 2001                                  | Колорадо-Спрингс                      | Ше-Линн Бурн / Виктор Краатц            | Галит Хайт / Сергей Сахновский         | Маргарита Дробязко / Повилас Ванагас        |
| 2002                                  | Спокан                                | Елена Грушина / Руслан Гончаров         | Татьяна Навка / Роман Костомаров       | Танит Белбин / Бенжамин Агосто              |
| 2003                                  | Рединг                                | Танит Белбин / Бенжамин Агосто          | Елена Грушина / Руслан Гончаров        | Изабель Делобель / Оливье Шонфельдер        |
| 2004                                  | Питтсбург                             | Танит Белбин / Бенжамин Агосто          | Галит Хайт / Сергей Сахновский         | Мэган Винг / Аарон Лав                      |
| 2005                                  | Атлантик-Сити                         | Танит Белбин / Бенжамин Агосто          | Изабель Делобель / Оливье Шонфельдер   | Оксана Домнина / Максим Шабалин             |
| 2006                                  | Хартфорд                              | Албена Денкова / Максим Ставиский       | Мелисса Грегори / Денис Петухов        | Натали Пешала / Фабьян Бурза                |
| 2007                                  | Рединг                                | Танит Белбин / Бенжамин Агосто          | Натали Пешала / Фабьян Бурза           | Федерика Фаелла / Массимо Скали             |
| 2008                                  | Эверетт                               | Изабель Делобель / Оливье Шонфельдер    | Танит Белбин / Бенжамин Агосто         | Шинед Керр / Джон Керр                      |
| 2009                                  | Лейк-Плэсид                           | Танит Белбин / Бенжамин Агосто          | Анна Каппеллини / Лука Ланотте         | Александра Зарецкая / Роман Зарецкий        |
| 2010                                  | Портленд                              | Мэрил Дэвис / Чарли Уайт                | Ванесса Крон / Поль Пуарье             | Майя Шибутани / Алекс Шибутани              |
| 2011                                  | Онтарио                               | Мэрил Дэвис / Чарли Уайт                | Натали Пешала / Фабьян Бурза           | Изабелла Тобиас / Дейвидас Стагнюнас        |
| 2012                                  | Кент                                  | Мэрил Дэвис / Чарли Уайт                | Екатерина Боброва / Дмитрий Соловьёв   | Кэйтлин Уивер / Эндрю Поже                  |
| 2013                                  | Детройт                               | Мэрил Дэвис / Чарли Уайт                | Анна Каппеллини / Лука Ланотте         | Майя Шибутани / Алекс Шибутани              |
| 2014                                  | Чикаго                                | Мэдисон Чок / Эван Бейтс                | Майя Шибутани / Алекс Шибутани         | Александра Степанова / Иван Букин           |
| 2015                                  | Милуоки                               | Мэдисон Чок / Эван Бейтс                | Виктория Синицина / Никита Кацалапов   | Пайпер Гиллес / Поль Пуарье                 |
| 2016                                  | Чикаго                                | Майя Шибутани / Алекс Шибутани          | Мэдисон Хаббелл / Закари Донохью       | Екатерина Боброва / Дмитрий Соловьёв        |
| 2017                                  | Лейк-Плэсид                           | Майя Шибутани / Алекс Шибутани          | Анна Каппеллини / Лука Ланотте         | Виктория Синицина / Никита Кацалапов        |
| 2018                                  | Эверетт                               | Мэдисон Хаббелл / Закари Донохью        | Шарлен Гиньяр / Марко Фаббри           | Тиффани Загорски / Джонатан Гурейро         |
| 2019                                  | Лас-Вегас                             | Мэдисон Хаббелл / Закари Донохью        | Александра Степанова / Иван Букин      | Лоранс Фурнье-Бодри / Николай Сёренсен      |
| 2020                                  | Лас-Вегас                             | Мэдисон Хаббелл / Закари Донохью        | Кейтлин Хавайек / Жан-Люк Бейкер       | Кристина Каррейра / Энтони Пономаренко      |
| 2021                                  | Лас-Вегас                             | Мэдисон Хаббелл / Закари Донохью        | Мэдисон Чок / Эван Бейтс               | Лоранс Фурнье-Бодри / Николай Сёренсен      |
| 2022                                  | Норвуд                                | Мэдисон Чок / Эван Бейтс                | Кейтлин Хавайек / Жан-Люк Бейкер       | Мари-Жад Лорьо / Ромен Ле Гак               |
| 2023                                  | Аллен                                 | Мэдисон Чок / Эван Бейтс                | Маржори Лажуа / Закари Лага            | Евгения Лопарёва / Жоффре Бриссо            |
| 2024                                  | Аллен                                 | Лайла Фир / Льюис Гибсон                | Мэдисон Чок / Эван Бейтс               | Оливия Смарт / Тим Дик                      |